# Duna-vidéki kultúra
A Duna-vidéki kultúra kifejezést az ausztrál régész Vere Gordon Childe alkotta,  Közép- és Kelet-Európa első agrártársadalmainak a leírására. Ez lefedi a vonaldíszes kerámia kultúráját (németül: Linearbandkeramik, rövidítve: LBK), a tűzdelt szalagdíszes kerámia kultúráját és a  rösseni kultúrát.
A vonaldíszes kerámia kultúrája Kr. e. 5500 körül kezdődött. A kultúra megjelenése után elterjedt nyugati irányban a Duna völgyében és kapcsolatba került az atlanti kultúrákkal, amikor azok elérték a Párizsi medencét.
A Duna-vidékiek  a Balkántól Németalföldig és a Párizsi medencéig erdőket irtottak és megművelték a termékeny lösz völgyeket. Vonaldíszes kerámiát készítettek és háziasított szarvasmarhákat, sertéseket, kutyákat, juhokat és kecskéket tartottak. A kultúra azonosított eszköze a hosszú, vékony kőbalta egyik fajtája, melyet favágásra és néha fegyverként használtak, amit a németországi Talheimnél és Neckarnál, valamint az ausztriai Schletznél talált koponyák bizonyítanak. A települések hosszú házakból álltak. Eduard Sangmeister elmélete szerint  ezeket a településeket elhagyták, valószínűleg  amikor a termékeny föld kimerült, és esetleg újra elfoglalták,  amikor már elég hosszan hevert ugarként. Ezzel ellentétben Peter Modderman és Jens Lüning úgy gondolják, hogy a települések folyamatosan lakottak voltak, egyes családok által művelve az egyes földdarabokat.  Spondylus kagylót is importáltak a Földközi-tenger vidékéről.
A kultúra második hulláma, amely ázsiai hatásra festett kerámiát használt, kb. Kr. e. 4500-tól kiszorította az első fázist. Ezt követte egy harmadik fázis, amely tűzdelt szalagdíszes kerámiát használt
A Duna-vidéki lelőhelyekhez tartoznak: Bylany Csehországban és Köln-Lindenthal Németországban.

## Lásd még
- Vonaldíszes kerámia kultúrája

## Fordítás
Ez a szócikk részben vagy egészben  a   Danubian culture című angol Wikipédia-szócikk fordításán alapul.  Az eredeti cikk szerkesztőit annak laptörténete sorolja fel. Ez a jelzés csupán a megfogalmazás eredetét és a szerzői jogokat jelzi, nem szolgál a cikkben szereplő információk forrásmegjelöléseként.